# Andrew Miller
Andrew Miller (født 29. april 1960 i Bristol) er en britisk forfatter.

## Bøger på dansk
- Sindrig smerte (Ingenious Pain), 1999
- Casanova, 1999
- Ilt (Oxygen), 2004
- De uskyldige (Pure), 2013
- (Now We Shall Be Entirely Free), 2018

## Priser og nomineringer
- 1997 modtaget James Tait Black Memorial Prize for Ingenious Pain[2]
- 1999 modtaget International IMPAC Dublin Literary Award for Ingenious Pain[3]
- 2001 nomineret til Booker Prize for Fiction for Oxygen[4]
- 2001 nomineret til Whitbread Novel Award for Oxygen
- 2011 modtaget Costa Book Awards for Pure[5]